# Lake Hughes
Lake Hughes est une communauté non-incorporée située au nord du comté de Los Angeles en Californie, aux États-Unis,. Lors du recensement de 2010, elle comptait une population de 649 habitants. Elle est située sur le flanc des montagnes Sierra Pelona (en), au nord-ouest de Palmdale et au nord de la vallée de Santa Clarita, dans la forêt nationale d'Angeles.

## Démographie
| 2000 | 2010 | - | - | - | - |
| ---- | ---- | - | - | - | - |
| 332  | 649  | - | - | - | - |

## Source de la traduction
- (en) Cet article est partiellement ou en totalité issu de l’article de Wikipédia en anglais intitulé « Lake Hughes, California » (voir la liste des auteurs).